# Ibrahim Attahiru
Attahiru Ibrahim, né le 10 août 1966 à Doka, Kaduna Nord et mort le 21 mai 2021 à Kaduna, État de Kaduna est un lieutenant général nigérian qui a servi en tant que 25e chef d'état-major de l'armée nigériane à partir du 26 janvier. Ibrahim Attahiru est mort dans un accident d'avion militaire près de l'aéroport international de Kaduna dans l'État de Kaduna avec quelques officiers.

## Biographie

### Jeunesse et éducation
Le lieutenant-général Attahiru est né à Doka, dans la région de l'administration locale du nord de Kaduna, dans l'État de Kaduna. Il était diplômé de l'Académie de défense nigériane, du Collège de commandement et d'état-major des forces armées et de l'école d'infanterie de l'Armée nigériane. Il a commencé la formation des élèves-officiers en janvier 1984 et a été nommé sous-lieutenant en décembre 1986 en tant qu'officier d'infanterie. Il était titulaire d'une maîtrise en gestion stratégique et études politiques de l'Académie de défense nigériane. Il a également obtenu une maîtrise ès sciences en gestion et développement des ressources humaines de l'Université de Salford au Royaume-Uni et un diplôme d'études supérieures en études internationales de l'Université de Nairobi.

## Carrière militaire
Il a effectué une période de service avec l'Organisation des Nations unies en Sierra Leone en tant qu'observateur militaire, où il a facilité l'opération Barras en septembre 2000. Il était officier des opérations pour les opérations de l'ECOMOG au Libéria.
En tant qu'officier d'état-major, il a été chef de la transformation et de l'innovation de la défense et chef de la logistique de la défense au quartier général de la Défense à Abuja. À ce poste, il a travaillé avec l'Agence de logistique de la défense pour améliorer l'état de préparation opérationnelle des forces armées du Nigéria. Il était instructeur à l'Académie de défense nigériane et à l'école d'infanterie de l'armée nigériane. Il a ensuite été chef d'état-major et instructeur en chef au Collège de commandement et d'état-major des forces armées, Jaji-Kaduna.
Il était au Collège de la défense nationale au Kenya pour le cours de gestion de la défense nationale et d'études sur la sécurité et à l'Académie des forces spéciales de l'Armée populaire de libération de la Chine de Shijiazhuang-Hubei, Chine pour les cours de base et avancés des forces spéciales / opérations commando. Il a suivi un cours de leadership et de politique de sécurité à la prestigieuse Kennedy School of Government, Université Harvard, Graduate School of Media and Communication, Agha Khan Université de Nairobi, Bournemouth University Disaster Management Center et le Geneva Center for Security Policy.

## Décès
Dans la soirée du 21 mai 2021, Attahiru voyageait à bord d'un Beechcraft King Air 350 de la Force aérienne nigériane en visite officielle dans l'État nord de Kaduna, où il devait assister à la parade d'évanouissement du 80RRI au dépôt de l'armée nigériane le 22 mai 2021. Au cours du trajet, l'avion s'est dérouté de sa destination initiale en raison des conditions météorologiques, une base aérienne, et s'est écrasé en se dirigeant vers l'aéroport international de Kaduna, tuant Attahiru et les dix autres personnes à bord. Les vidéos de la scène du crash sont publiées sur plusieurs plates-formes.
Il s'agit du second accident mortel de ce type d'appareil au sein de la force aérienne du Nigeria en 2021..

## Récompenses et recommandations
Le général a eu plusieurs honneurs et récompenses. Il était un officier hautement décoré avec la médaille de la MINUSIL, la médaille ECOMOG, l'étoile du service des forces, l'étoile du service méritoire, l'étoile du service distingué, la grande étoile du service, la médaille d'honneur du Corp, la médaille de commandement, la médaille de commandement sur le terrain et la médaille d'honneur du commandement sur le terrain.